# الليبتوكواركات
ليبتوكوارك Leptoquark هو جسيم افتراضي يحمل المعلومات بين الكواركات والليبتونات من جيل معين والتي تسمح للكواركات واللبتونات بالتآثر. تعتبر الليبتوكواركات بوزونات ثلاثية الألوان وتحمل كل من أعداد اللبتون والباريون. تصادف الليبتوكواركات في العديد من الإضافات في النموذج القياسي، مثل نظريات تكنيكولور أو نظريات التوحبد Guts على أساس نموذج Pati – Salam أو (SU 5) أو E6 ، إلخ. عددهم الكمي مثل الدوران، (الكسر) الشحنة الكهربائية وضعف isospin تختلف بين النظريات
في مارس 2021 أعلن علماء سيرن عن نتائج أولية تجريبية تؤيد احتمال وجوده ولكن لا تزال بمعدل 3.1 سيغما أدنى من 5 سيجما الرسمي لإعلان اكتشاف.

## نظرة عامة
لا يمكن أن تتولد الليبتوكواركات، التي تنبأت بثقلها كذرة من الرصاص، إلا في طاقات عالية، وسوف تتحلل بسرعة. على سبيل المثال، قد يتحلل الجيل الثالث من السلالة اللبقة في الكوارك القاعي ولقمة تاو لبتون. اقترح بعض المنظرين أن البيانات المسجلة في تجارب معجل HERA في DESY يمكن أن تشير إلى الليبتوكواركات، وبالتالي تكون قوة جديدة تربط بين البوزيترونات والكواركات. كما تم النظر أيضا في البنايات العالية في الطاقات. ومع ذلك لا يمكن أن تؤكد التحليلات الأكثر تفصيلاً هذه الفرضيات.
يمكن أن تفسر الليبتوكواركات السبب للأجيال الثلاثة من المادة. علاوة على ذلك، يمكن أن تفسر لماذا يوجد نفس العدد من الكواركات واللبتونات والعديد من أوجه التشابه الأخرى بين الكوارك وقطاع اللبتون. عند الطاقات العالية، عندما تصبح اللبتونات (التي لا تشعر بالقوة النويية الشديدة) والكواركات (التي لا يمكن رصدها بشكل منفصل بسبب القوة الشديدة)، يمكن أن يشكل جسيمًا أكثر أهمية ويصف تناظرًا أعلى. سيكون هناك ثلاثة أنواع من الليبتوكواركات مصنوعة من اللبتونات والكواركات من كل جيل.
يُقترح مشروع LHEC لإضافة حلقة إلكترونية لتصادم العناقيد مع حلقة بروتون LHC الحالية كمشروع للبحث عن الجيل الأعلى من الليبتوكواركات.

## وجودها
في عام 1997، أحدث فائض من الأحداث في مسرّع HERA ضجة في مجتمع فيزياء الجسيمات  لأن أحد التفسيرات المحتملة للفائض كان تورط الليبتوكواركات. ومع ذلك، أجريت دراسات لاحقة في HERA وفي Tevatron مع عينات أكبر من البيانات استبعدت هذه الإمكانية لكتل من  الليبتوكواركات تصل إلى حوالي 275-325  جيجا إلكترون فولت كما تم البحث عن الجيل الثاني من  الليبتوكواركات ولم يتم العثور عليها. أثارت دراسات أحدث أجريت في مصادم الهدرونات الكبير LHC النطاق المستبعد إلى 1 TeV تقريبًا. ولكي يثبت أن السلالات اللبنية موجودة، فإن الطاقة المفقودة في تصادمات الجسيمات التي تعزى إلى النيوترونات، يجب أن تكون نشطة بشكل مفرط. من المرجح أن خلق الليبتوكواركات من شأنه أن يقلد خلق كواركات ضخمة.